# Holdre
Holdre is een plaats in de Estlandse gemeente Tõrva in de provincie Valgamaa. De plaats heeft de status van dorp (Estisch: küla).
Tot in oktober 2017 lag Holdre in de gemeente Helme. In die maand werd Helme bij Tõrva gevoegd.

## Bevolking
Het dorp had 54 inwoners op 31 december 2011 en 37 inwoners op 31 december 2021.

## Ligging
De plaats ligt tegen de grens met Letland aan. De rivier Õhne stroomt door Holdre, gaat dan even Letland binnen, en komt weer terug in Estland op de grens tussen Holdre en Jeti.
In Holdre ligt een voormalig landhuis gebouwd in Jugendstil.

## Foto's

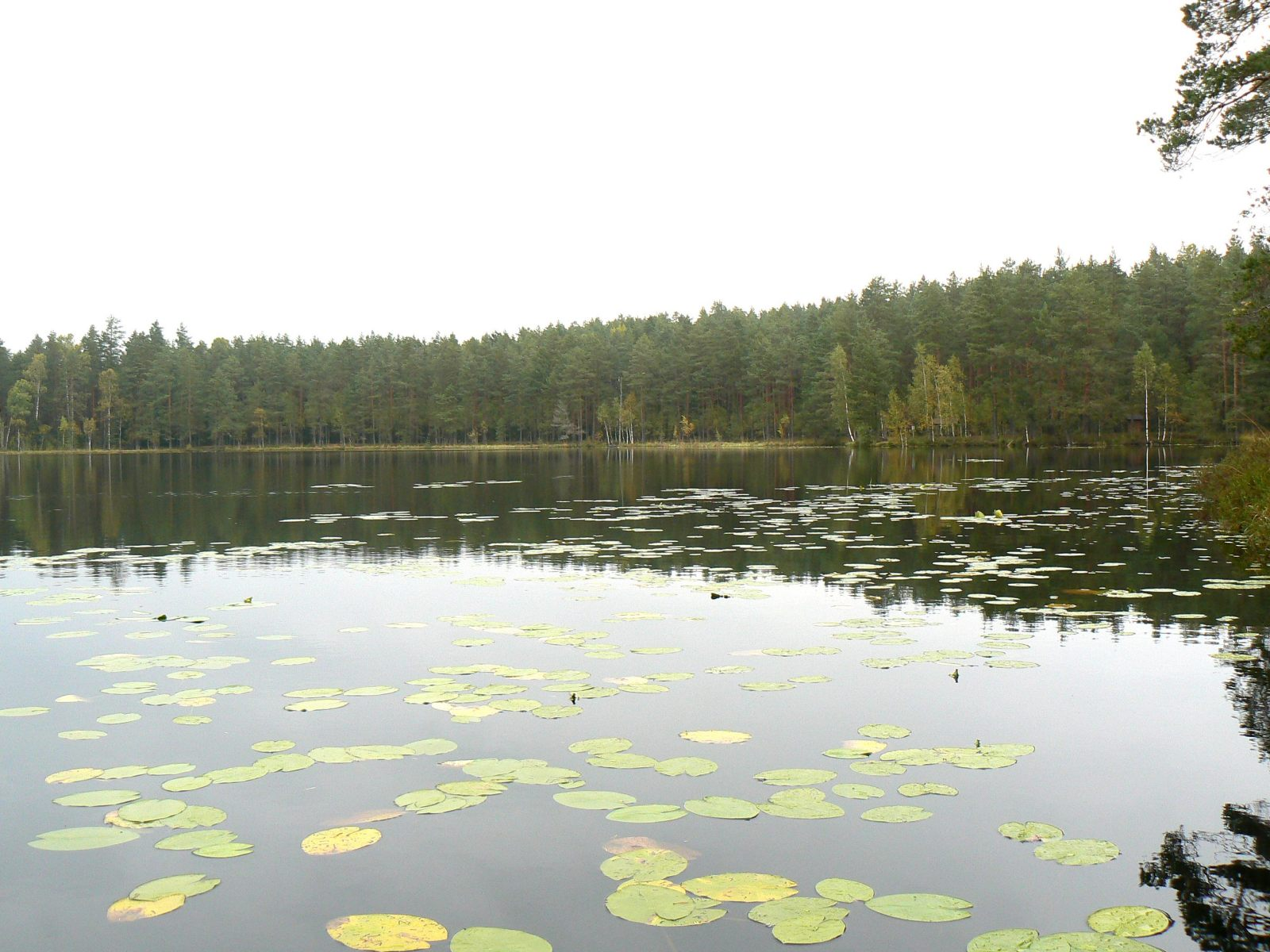
Het Lasa järv, een meer in Holdre
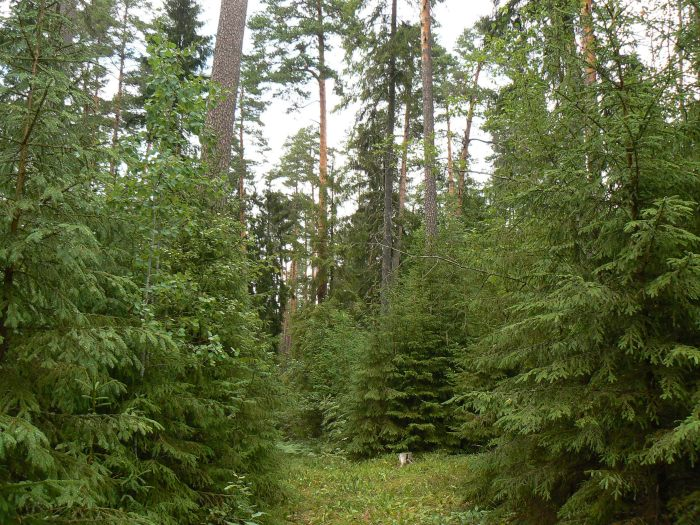
Dennen bij Holdre
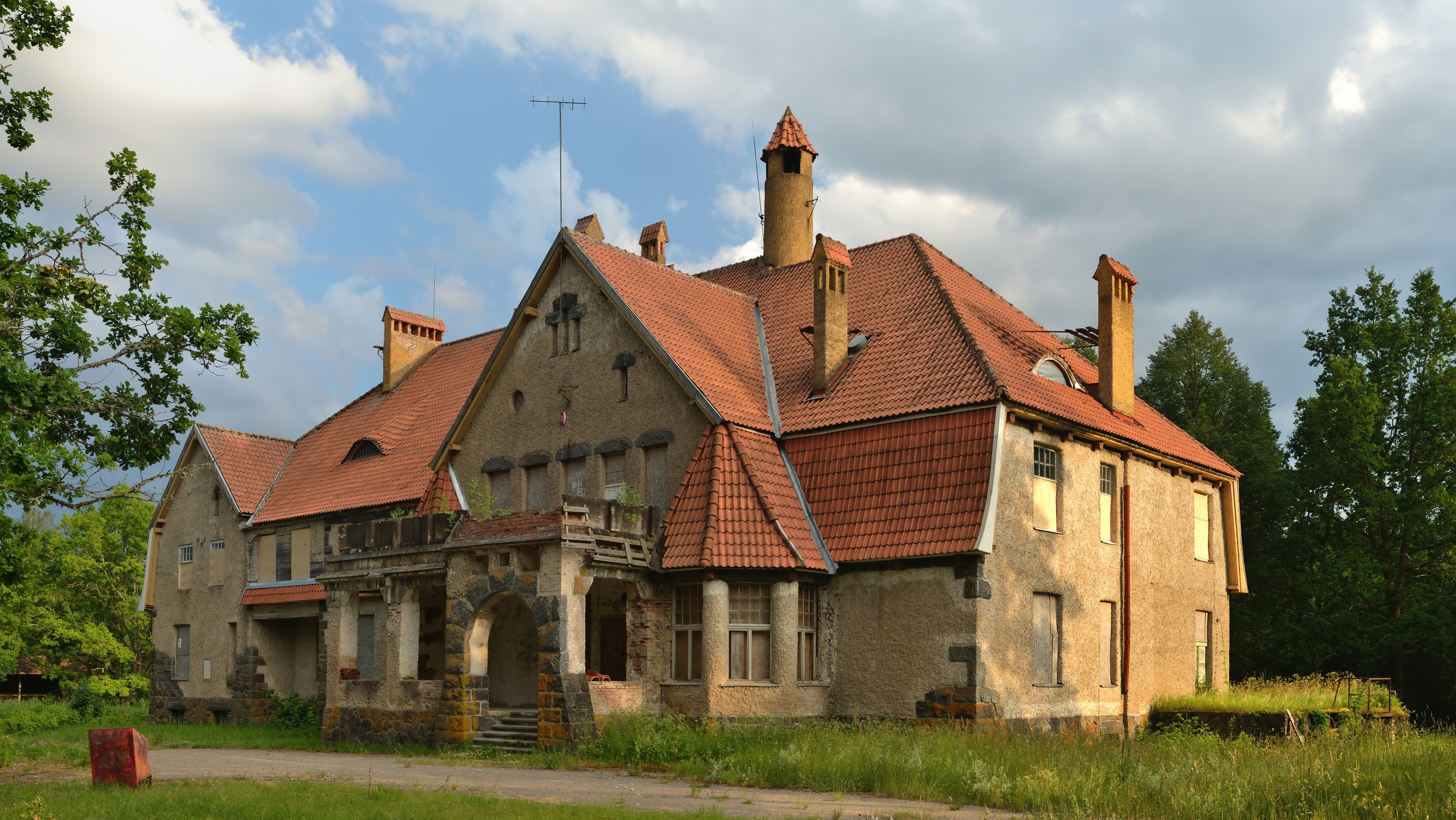
Het landhuis